# Nancy Telfer
Nancy Ellen Telfer (geboren: Lindsey) (Brampton, 8 mei 1950) is een Canadese componiste, muziekpedagoge en dirigent.

## Levensloop
Telfer kreeg eerst piano- en daarna hoornles. Later speelde zij hoorn in het schoolorkest en kamerensembles. Zij studeerde aan de Universiteit van West-Ontario in London, waar zij ook als hoorniste in het universiteitsharmonieorkest meespeelde. Zij behaalde haar Bachelor of Arts aldaar. Van 1972 tot 1976 was zij lerares voor muziek en drama aan diverse openbare scholen. In 1977 zette zij haar studie aan de Universiteit van West-Ontario voort. Zij studeerde daar bij Jack Behrens, Kenneth Bray, Alan Heard, Deral Johnson, Peter Paul Koprowski en Gerhard Wuensch compositie en behaalde haar Bachelor of Music in 1979. 
Als componiste is zij vooral bekend om haar kerk- en vocale muziek, vooral haar werken voor koor, maar zij schreef ook kamermuziek en werken voor orkest en harmonieorkest.

## Composities

### Werken voor orkest
- 1984 A Child's Christmas in Wales, voor spreker en orkest
- 2006 Northern skies, voor oboe d'amore en strijkorkest
- 2009 Water, rock and trees, voor strijkorkest en slagwerk

### Werken voor harmonieorkest
- 1985 Release the Captives
- 1993 Processional of the Aliens
- 1998 Visions of Heaven - ook in een versie voor fluitensemble

### Missen en andere kerkmuziek
- 1979 The wisdom of Solomon - a Cantata of Proverbs, cantate voor zangstemmen en orgel
- 1982 Meditations for Lent, voor middenstem en orgel
  1. Chorale prelude on "Ah, Holy Jesus" naar een melodie van Johann Crüger - tekst: Johann Heerman, Engelse vertaling: Robert Seymor Bridges
  2. Peter's denial of Christ
  3. Recognition of the True Christ
- 1983 Hodie, voor gemengd koor a capella
- 1983 Jesus, my love, my Joy, voor sopraan en piano
  1. Silence awhile - tekst: Leonard Clark
  2. The Virgin Mary to Christ on the Cross - tekst: Robert Southwell
  3. Resurgam - tekst: Marjorie Pickthall
- 1983 This Holy Time, voor gemengd koor, 2 blokfluiten en piano - tekst: Thomas Merton, Howard Thurman
- 1984 Come, Holy Spirit, voor gemengd koor en orgel
- 1984 Sing Praises, voor gemengd koor
- 1985 A Blessing, voor gemengd koor
- 1985 Christmas Fanfare, voor gemengd koor
- 1985 Missa Brevis, voor vrouwenkoor (SSA)
- 1985 Ninety-nine names of God, voor gemengd koor (SSAATTBB) a capella
- 1986 Break Forth Into Singing, voor gemengd koor
- 1987 Requiem Aeternam, voor vrouwenkoor (SSAA), piano en slagwerk
- 1987 The Blue Eye of God, voor vierstemmig vrouwenkoor (SSAA) - tekst: Barbara Powis
- 1989 Magnificat, voor gemengd koor
- 1991 Gloria in excelsis Deo, voor driestemmig gemengd koor (S.A.B.) en orgel
- 1993 Mary's Song, voor vrouwenkoor (SSA) a capella
- 1993 Missa Brevis, voor gemengd koor
- 1993 The St. George Missa Brevis
- 2000 Sicut cervus desiderat - Psalm 42, voor gemengd koor
- 2001 De Profundis, voor gemengd koor (SSAATTBB)
- Psalm 57

### Muziektheater

#### Musicals
- 1987 A Time for Sharing, voor kinderkoor, dwarsfluit, piano, glockenspiel en buisklokken

### Vocale muziek

#### Oratoria
- 1982 The Journey, oratorium voor vocaal solist, gemengd koor en strijkorkest (of piano)

#### Werken voor koor
- 1980 Three Songs of Love and Loneliness, voor gemengd koor - tekst: 
  1. Grey-beast - tekst: Lenore Kandel
  2. In the rain - tekst: Charles Snow
  3. Again with music - tekst: Kay Smith
- 1980 Winter flowers, voor alt (solo), gemengd koor en orkest - tekst: Elizabeth Brewster
- 1983 Apple Skin, voor gemengd koor en piano - tekst: Dorothea Rickner
- 1983 Grizzly, voor gemengd koor en piano - tekst: Linda Wilkene Johnson
- 1983 Silence, voor gemengd koor - tekst: Toyohiro Kagawa
- 1984 Bushed, voor gemengd koor en piano - tekst: Earle Birney
- 1984 High Flight, voor vrouwenkoor (SSA) - tekst: John Gillespie Magee
- 1984 I get High on Butterflies, voor gemengd koor en piano - tekst: Joe Rosenblatt
- 1985 Lullaby of the Iroquois, voor vrouwenkoor (SSA) - tekst: Emily Pauline Johnson
- 1985 The Spell of Times Long Past, voor gemengd koor en piano 
  1. A love song - tekst: William Fred Hawley
  2. Solitude tekst: Archibald Lampman
  3. The Wind and the Flower - tekst: Duncan Campbell Scott
  4. The Sailor's Sweetheart - tekst: Duncan Campbell Scott
- 1986 Canadian Kaleidoscope, voor gemengd koor en piano
- 1986 From quiet winter skies, voor spreker, gemengd koor, dwarsfluit, hobo en orgel - tekst: Gordon Nodwell
- 1986 When a Child Lights a Candle, voor unisono koor
- 1987 If you should meet a Crocodile, voor unisono koor
- 1987 Light for the Child, voor gemengd koor
- 1987 Monday's Child, voor gemengd koor en piano
- 1987 One-eyed Jack, voor tweestemmig koor en piano
- 1989 Noel!, voor gemengd koor, dwarsfluit en harp
  1. The bird of Dawning - tekst: William Shakespeare
  2. The shepherd's song - tekst: Edmund Bolton
  3. The kings of the East - tekst: Katharine Lee Bates
  4. Tomorrow shall be my dancing day
  5. Lully, Lulla
  6. Welcome, Yule
- 1989 Sing me a Song, voor unisono of tweestemmig koor met dwarsfluit - tekst: van de componiste
- 1990 Jumpety Bumpety, voor unisono koor - tekst: traditioneel Australisch
- 1990 On the Back of an Eagle, voor gemengd koor en piano - tekst: van de componiste
- 1990 Triune, voor vrouwenkoor en 3 gemengde koren - tekst: van de componiste
- 1990 Trois chansons pour enfants, voor kinderkoor en piano 
  1. Le lion et le rat - tekst: Jean de la Fountaine
  2. La maison que Jacques à Bâtie
  3. Fais dodo
- 1991 Deep Peace, voor mannenkoor (TTBB) en piano
- 1991 Un flambeau, Jeanette, Isabelle (Bring a torch, Jeanette, Isabella), voor vrouwenkoor (SSA) - tekst: Edward Cuthbert Nunn
- 1992 Canada, the land of lakes and rivers, voor kinderkoor en piano
- 1992 Two mythical creatures - The dragon, voor unisono of kinderkoor en piano
- 1993 Celebration, voor gemengd koor
- 1996 Evening, voor gemengd koor a capella
- 1996 Matters of the Heart, voor vierstemmig vrouwenkoor (SSAA) en orkest
- 1999 Chasing the northern lights, voor vrouwenkoor (SSA) - tekst: van de componiste
- 2002 The Unfolding of the Flower, voor vrouwenkoor (SSAA) en piano - tekst: Eleanora Louisa Hervey
- 2002 Stars, voor vrouwenkoor (SSA), 2 trompetten, hoorn en 2 trombones
- 2002 The source of the waters, voor vrouwenkoor (SSAA) en piano
- 2009 To light the darkness, voor gemengd koor, kinderkoor, bas, dwarsfluit, hobo en piano
- 2011 Autumn days, voor gemengd koor, vrouwenkoor, bas, dwarsfluit, hobo en piano
- Tai Chi Zoo, voor kinderkoor

#### Liederen
- 1983 Portraits, voor sopraan en piano
  1. An old woman's lamentations
  2. To my daughter
  3. Girl at the corner of Elizabeth and Dundas
  4. The hag of Beare
  5. Here's to the maiden
- 1983 The Ballad of Princess Cariboo - a Narrative of a Singular Imposition, voor mezzosopraan en piano - tekst: Elizabeth W. Brewster
- 1984 Christlove, voor zangstem en piano - tekst: Howard Thurman
- 1985 Carol, voor sopraan (of tenor) en piano - tekst: William Robert Rodgers
- 1987 Lullaby, voor zangstem(men unisono) en piano
- 1989 The Sea's Strong Voice, voor mezzosopraan en orkest - tekst: E.J. Pratt
- 1991 Voyages d'un esprit, voor zangstem en piano - tekst: Andrew Donaldson
- 1994 Luriana, Luralee, voor zangstem en piano - tekst: Charles Elton
- 1994 There is a tall fir tree, voor zangstem en piano
- 1997 Songs for the Wedding Day, voor zangstem, dwarsfluit, viool en piano
- Seven fat fishermen, voor sopraan, alt en piano

### Kamermuziek
- 1983 Strijkkwartet nr. 1
- 1984 Festive Dance, voor trompet en orgel
- 1985 Creation, voor twee trompetten en piano
- 1986 The Crystal Forest, voor fluitensemble
- 1989 Dinosaurus, voor vier trompetten, hoorn, 4 trombones, tuba en slagwerk
- 1995 Birdflight, voor fluitkoor (twee piccolo's, zes dwarsfluiten, altfluit en basfluit)

### Werken voor orgel
- 1986 Voluntaries
- 1997 The Annunciation

### Werken voor piano
- 1985 Put on your Dancing Shoes
- 1986 Old Tales in a New Guise - Canadian Folk Melodies
- 1994 I'm not scared
- 1996 Land of the Silver Birch
- 1996 My Bark Canoe - Easy Folksongs
- 1996 She's like the Swallow
- 2004 Planets and Stars
- 2004 Space Travel
- 2004 The Sun and the Moon
- 2005 Newfoundland Suite, voor piano vierhandig
- The Silent Moon
- The Sleeping Dragon
- When rivers flowed on Mars

### Werken voor slagwerk
- 1990 Tapestries for six drums, voor slagwerkensemble

## Publicaties
- Successful Performing - Ideas for Choral Conductors and Conductors-in-Training, San Diego, California: Neil A. Kjos Music Co., 2006. ISBN 978-0-849-74207-1
- Singing High Pitches With Ease : Strategies & Solutions for Conductors, Conductors-in-training & Voice Teachers, San Diego, California: N.A. Kjos Music, 2003. 80 p., ISBN 978-0-849-74201-9
- Singing in Tune - Strategies & Solutions for Conductors, Conductors-in-training, & Voice Teachers, San Diego, California: N.A. Kjos Music, 2000. 73 p., ISBN 978-0-849-74187-6
- Nancy Telfer's Choral Curriculum Guide - An Audio Workshop, San Diego, CA., Neil A. Kjos Music Co., 1996. 88 p. + cassette
- Successful Warmups, 2 vols., San Diego, CA., Neil A. Kjos Music Co., 1995-1996, ISBN 978-0-849-74175-3 ISBN 978-0-849-74177-7
- Successful Sight singing - a creative step by step approach, 2 vols., 2nd Edition, San Diego, California: N.A. Kjos Music Co., 1993. ISBN 978-0-849-74172-2
- Successful Sight-singing - a creative step by step approach, San Diego, California: N.A. Kjos Music Co., 1992. 96 p., ISBN 978-0-849-74167-8